# Valerie Taylor
Valerie May Taylor AM (nascida a 9 Novembro de 1935) é uma pioneira maritima global, conservacionista, fotógrafa premiada, cineasta e um dos membros fundadores da International Scuba Diving Hall of Fame. Com o seu esposo Ron Taylor, fizeram documentários sobre tubarões e filmaram varias cenas em filmes incluindo Jaws (1975).